# Begonia gracilis
Begonia gracilis es una especie de planta perenne perteneciente a la familia Begoniaceae. Es originaria de México.

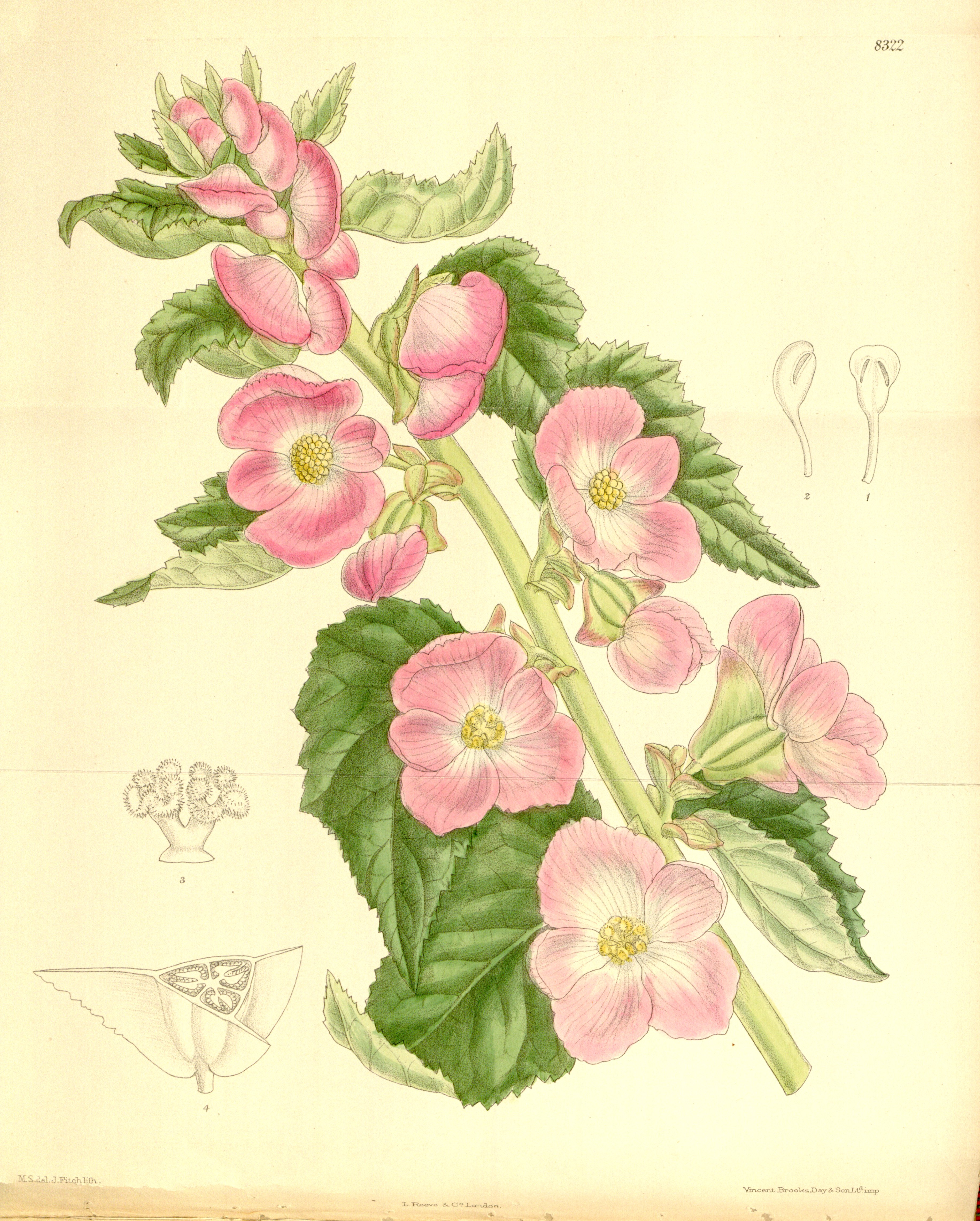
Ilustración

## Descripción
Es una hierba que alcanza un tamaño de 25 a 50 cm de altura, jugosa y con líneas rojizas en el tallo. Las hojas tienen forma de ala, con bordes ondulados. Las flores son de color rosado, parecen almejas abiertas, y se agrupan en la unión del tallo con la hoja. Los frutos, cuando jóvenes son carnosos y terminan en un pico; las semillas son pequeñas.

## Distribución y hábitat
Originaria de México. Habita en climas semicálido y templado entre los 2040 y los 2600 metros, asociada al bosque mesófilo de montaña; bosques de encino y de pino.

## Propiedades
El único registro que se tiene de esta planta indica su uso como purgante, en el estado de Morelos.
Historia
En el siglo XVI Francisco Hernández, comenta: "la raíz, al ser machacada e introducida con algún líquido conveniente, purga los intestinos, arroja el semen retenido, alivia los ojos inflamados, evacua la orina y todos los humores por el conducto inferior".
Más información aparece hasta el siglo XX, cuando Maximino Martínez la señala como emetocatártico. La Sociedad Farmacéutica de México repite la información de Martínez.
Química
El único trabajo químico que se reporta en la literatura es una tesis realizada en 1944 en la Universidad Autónoma de Guadalajara. Aquí se demuestra la presencia de algunos ácidos orgánicos, y el ácido gálico, unidad precursora de taninos. En este estudio se detecta la presencia de alcaloides, flavonoides y saponinas en la raíz.

## Taxonomía
Begonia gracilis fue descrita por Carl Sigismund Kunth y publicado en Nova Genera et Species Plantarum (quarto ed.) 7: 184–185. 1825.
Etimología
Begonia: nombre genérico, acuñado por Charles Plumier, un referente francés en botánica, honra a Michel Bégon, un gobernador de la excolonia francesa de Haití, y fue adoptado por Linneo.
gracilis: epíteto latino que significa "delgado, esbelto".
Sinonimia
- Begonia diversifiolia Knowles & Westc.
- Begonia diversifolia Graham
- Begonia heterophylla Klotzsch
- Begonia martiana Link & Otto
- Begonia martiana var. gracilis (Kunth) Carrière
- Begonia tuberosa Sessé & Moç.
- Knesebeckia martiana (Link & Otto) Klotzsch[4]

## Nombre común
- Alita de ángel, chipile, orejita de guajolote.[1]
- Totoncaxoxocoyollin, yerba de la doncella[5]
- Begonia malvarrosa